# LOOP8 降神
《LOOP8 降神》是日本游戏开发商Sieg Games开发，并由Xseed Games和Marvelous Entertainment合作发行的角色扮演遊戲。

## 开发与发行
2022年2月11日，世嘉宣布将于2022年内在任天堂Switch、PlayStation 4、Xbox One平台发行，并邀请曾参与制作《刀劍亂舞》的芝村裕吏、曾作画《刀劍神域》的足立慎吾等人开发游戏。2022年10月19日，世嘉宣布本作将于2023年3月16日发行并公开第二支预告片。2023年1月31日，《LOOP8 降神》的发行时间延期至6月1日，而官方也为此致歉。本作于同年6月7日登录Microsoft Windows平台。

## 评价
根据Metacritic的综合评分，《LOOP8 降神》获得“普遍差评”的评价。Destructoid的CJ安德里森（CJ Andriessen）评价本作是“令人失望的游戏”和“循环重复令游戏变得枯燥无味”。RPG Site的卡伦·布莱克（Cullen Black）评价“头目对剧情没影响”、“回合制战斗中只能操控主人公，无法操控队员是本作糟糕的体验”。RPG Fan的本·洛夫（Ben Love）评价本作与《女神異聞錄系列》不同，没有随机遇敌和想与头目战斗只能通过交谈。

## 外部連結
- 官方网站
- LOOP8 降神的X（前Twitter）